# Liste des anciens ports de Paris
La liste des anciens ports de Paris recense par ordre alphabétique, avec leur emplacement, les ports de la ville de Paris ayant disparu.

## Historique
En 1297, il n'y a que trois ports : le port Saint-Landry, le port de la Grève et le port Saint-Gervais.
- Haut – A
- B
- C
- D
- E
- F
- G
- H
- I
- J
- K
- L
- M
- N
- O
- P
- Q
- R
- S
- T
- U
- V
- W
- X
- Y
- Z

## Liste alphabétique
Sauf indication contraire, les ports sont situés sur la rive droite de la Seine.

### B
- Port des Barrez ou port des Barrés autre nom du port Saint-Paul
- Port de Bellefonds : autre nom du port Saint-Bernard
- Port au Bled : 
  - un situé près de la place de Grève au débouché de la rue des Barres.
  - un situé quai de l'École
- Port au Blé : autre nom du port au Bled
- Port au Bois ; il existait plusieurs ports au Bois :
  - un situé au bout du quai Pelletier
  - un situé quai de l'École
  - un situé quai de la Tournelle
  - un situé près du quai de la Rapée, également appelé port de la Bûcherie
- Port aux Bois de Charpente situé le long du quai Saint-Bernard (au niveau de l'actuel pont d'Austerlitz)
- Port au Bois-Neuf : entre le quai de Bourbon et le quai de l'École
- Port de Bourgogne : sur le quai de Grève, près du port au Foin, où se garaient les bateaux chargés de vins de Bourgogne

- Haut – A
- B
- C
- D
- E
- F
- G
- H
- I
- J
- K
- L
- M
- N
- O
- P
- Q
- R
- S
- T
- U
- V
- W
- X
- Y
- Z

### C
- Port au Charbon ; il existait plusieurs ports portant ce nom :
  - un situé au bout du quai Pelletier
  - un situé place de Grève
  - un situé sur le quai de la Mégisserie également appelé quai de la Ferraille
  - un situé au bas du quai des Quatre-Nations

- Haut – A
- B
- C
- D
- E
- F
- G
- H
- I
- J
- K
- L
- M
- N
- O
- P
- Q
- R
- S
- T
- U
- V
- W
- X
- Y
- Z

### E
- Port de l'École où se vend du bois neuf à brûler.

- Haut – A
- B
- C
- D
- E
- F
- G
- H
- I
- J
- K
- L
- M
- N
- O
- P
- Q
- R
- S
- T
- U
- V
- W
- X
- Y
- Z

### F
- Port au Foin : 
  - un situé au même endroit que le port au Bled, près de la place de Grève au débouché de la rue Geoffroy-l'Asnier.
  - un situé face au château du Louvre, entre le port Saint-Nicolas et le port de Bourbon, quai de l'École, à l'emplacement de l'actuel port du Louvre
- Port Français : situé en face de la rue des Barres où débarquaient les bateaux chargés de vins de France

- Haut – A
- B
- C
- D
- E
- F
- G
- H
- I
- J
- K
- L
- M
- N
- O
- P
- Q
- R
- S
- T
- U
- V
- W
- X
- Y
- Z

### G
- Port Glatigny : près de la rue des Hauts-Moulins
- Port de la Grève : Place de Grève

- Haut – A
- B
- C
- D
- E
- F
- G
- H
- I
- J
- K
- L
- M
- N
- O
- P
- Q
- R
- S
- T
- U
- V
- W
- X
- Y
- Z

### L
- Port du Louvre : autre nom du port Saint-Nicolas

- Haut – A
- B
- C
- D
- E
- F
- G
- H
- I
- J
- K
- L
- M
- N
- O
- P
- Q
- R
- S
- T
- U
- V
- W
- X
- Y
- Z

### M
- Port au Marbre : au bout du cours la Reine, du côté du jardin des Tuileries
- Port des Moulins du Temple : situé en face de la rue des Barres où débarquaient les bateaux chargés de vins de Loire, de Ris et de Saint-Pourçain
- Port au Mulets : ancien nom du port Saint-Bernard

- Haut – A
- B
- C
- D
- E
- F
- G
- H
- I
- J
- K
- L
- M
- N
- O
- P
- Q
- R
- S
- T
- U
- V
- W
- X
- Y
- Z

### N
- Port de Nesles : situé sur la rive gauche de la Seine, près de la tour de Nesle
- Port Notre-Dame : situé dans l'île de la Cité, sur l'actuelle promenade Maurice-Carême

- Haut – A
- B
- C
- D
- E
- F
- G
- H
- I
- J
- K
- L
- M
- N
- O
- P
- Q
- R
- S
- T
- U
- V
- W
- X
- Y
- Z

### O
- Port aux Œufs : situé sur l'île de la Cité entre le pont Notre-Dame et le pont au Change.
- Port des Ormes : situé entre la rue Geoffroy-l'Asnier et la rue des Nonnains-d'Hyères

- Haut – A
- B
- C
- D
- E
- F
- G
- H
- I
- J
- K
- L
- M
- N
- O
- P
- Q
- R
- S
- T
- U
- V
- W
- X
- Y
- Z

### P
- Port au Pavé : porte Saint-Bernard-quai de la Tournelle-débouché de la rue des Fossés-Saint-Bernard-prison des Galériens
- Port de Pertuis : entre la porte Saint-Bernard et le ruisseau des Gobelins
- Port aux Pierres dit port aux Pierres de Saint-Leu: vis-à-vis du milieu du cours la Reine (au niveau de l'avenue Winston-Churchill)
- Port au Plâtre : depuis la pointe de l'Arsenal et le passage du fossé du Mail, jusqu'à la barrière de la Rapée, Faubourg Saint-Antoine, où se situait le cimetière du Port-au-Plâtre
- Port aux Poissons : autre nom du port Saint-Paul, situé quai des Célestins

- Haut – A
- B
- C
- D
- E
- F
- G
- H
- I
- J
- K
- L
- M
- N
- O
- P
- Q
- R
- S
- T
- U
- V
- W
- X
- Y
- Z

### R
- Port de la Rapée : situé Faubourg Saint-Antoine

- Haut – A
- B
- C
- D
- E
- F
- G
- H
- I
- J
- K
- L
- M
- N
- O
- P
- Q
- R
- S
- T
- U
- V
- W
- X
- Y
- Z

### S
- Port Saint-Bernard : situé sur la rive gauche de la Seine, entre la rue de Bièvre et le pont de la Tournelle
- Port Saint-Gervais : autre nom du port au Bled
- Port Saint-Jacques : situé, rive gauche de la Seine,
- Port Saint-Landry (ou Saint-Landri) : situé dans la rue d'Enfer à l’extrémité de la rue Saint-Landry dans le quartier de la Cité
- Port Saint-Nicolas : situé à l'extrémité est du quai des Galeries du Louvre (débouché de la rue du Louvre), en contrebas
- Port Saint-Paul : situé quai des Célestins, au débouché des rues Saint-Paul et du Petit-Musc.
- Port de la Saunerie : autre nom du Port au Sel
- Port au Sel : situé entre le Pont-Neuf, la rue de l'Arche-Marion, le quai de la Ferraille jusqu'à l'extrémité méridionale de la rue de la Saunerie[2]

- Haut – A
- B
- C
- D
- E
- F
- G
- H
- I
- J
- K
- L
- M
- N
- O
- P
- Q
- R
- S
- T
- U
- V
- W
- X
- Y
- Z

### T
- Port au Tuiles : situé quai de la Tournelle, vis-à-vis du couvent des Miramiones

- Haut – A
- B
- C
- D
- E
- F
- G
- H
- I
- J
- K
- L
- M
- N
- O
- P
- Q
- R
- S
- T
- U
- V
- W
- X
- Y
- Z

### V
- Port au Vin : qui était situé au débouché de la rue des Barres
- Port-aux-Vins : situé à la porte Saint-Bernard

- Haut – A
- B
- C
- D
- E
- F
- G
- H
- I
- J
- K
- L
- M
- N
- O
- P
- Q
- R
- S
- T
- U
- V
- W
- X
- Y
- Z